# Antocianidina
Le antocianidine sono una classe di coloranti vegetali. Costituiscono gli agliconi, ovvero la parte priva della molecola zuccherina, degli antociani.
| Antocianidina         | Struttura base                                          | R3'   | R4' | R5'   | R3  | R5    | R6  | R7    | Numero CAS | PubChem |
| --------------------- | ------------------------------------------------------- | ----- | --- | ----- | --- | ----- | --- | ----- | ---------- | ------- |
| Aurantinidina         | Struttura base delle Antocianidine: Il catione flavilio | −H    | −OH | −H    | −OH | −OH   | −OH | −OH   | 25041-66-1 |         |
| Apigeninidina         | Struttura base delle Antocianidine: Il catione flavilio | −H    | −OH | −H    | −H  | −OH   | −H  | −OH   |            |         |
| Cianidina             | Struttura base delle Antocianidine: Il catione flavilio | −OH   | −OH | −H    | −OH | −OH   | −H  | −OH   | 13306-05-3 | 128861  |
| Delfinidina           | Struttura base delle Antocianidine: Il catione flavilio | −OH   | −OH | −OH   | −OH | −OH   | −H  | −OH   | 13270-61-6 | 68245   |
| Europinidina          | Struttura base delle Antocianidine: Il catione flavilio | −OCH3 | −OH | −OH   | −OH | −OCH3 | −H  | −OH   | 19077-87-3 |         |
| Luteolinidina         | Struttura base delle Antocianidine: Il catione flavilio | −OH   | −OH | −H    | −H  | −OH   | −H  | −OH   | 1154-78-5  |         |
| Pelargonidina         | Struttura base delle Antocianidine: Il catione flavilio | −H    | −OH | −H    | −OH | −OH   | −H  | −OH   | 134-04-3   | 67249   |
| Malvidina             | Struttura base delle Antocianidine: Il catione flavilio | −OCH3 | −OH | −OCH3 | −OH | −OH   | −H  | −OH   | 643-84-5   | 69512   |
| Peonidina             | Struttura base delle Antocianidine: Il catione flavilio | −OCH3 | −OH | −H    | −OH | −OH   | −H  | −OH   | 134-01-0   |         |
| Petunidina            | Struttura base delle Antocianidine: Il catione flavilio | −OH   | −OH | −OCH3 | −OH | −OH   | −H  | −OH   | 1429-30-7  |         |
| Rosinidina            | Struttura base delle Antocianidine: Il catione flavilio | −OCH3 | −OH | −H    | −OH | −OH   | −H  | −OCH3 | 4092-64-2  |         |
| Tricetinidina         | Struttura base delle Antocianidine: Il catione flavilio | −OH   | −OH | −OH   | −H  | −OH   | −H  | −OH   |            |         |
| 6-idrossi-cianidina   | Struttura base delle Antocianidine: Il catione flavilio | −OH   | −OH | −H    | −OH | −OH   | −OH | −OH   |            |         |
| 6-idrossi-delfinidina | Struttura base delle Antocianidine: Il catione flavilio | −OH   | −OH | −OH   | −OH | −OH   | −OH | −OH   |            |         |

La cannella è l'alimento a più alto contenuto di proantocianidine (8100 mg per 100 g), seguita da cacao in polvere (1373 mg), dalla aronia frutto fresco(800 mg per 100 g) e in quantità simili (circa 500 mg) in fave rosse, nocciole, mirtillo rosso e nero.

Le antocianidine svolgono una funzione preventiva del cancro perché sono antiossidanti e impediscono l'angiogenesi, ossia la formazione nelle cellule tumorali di vasi capillari che apportano ossigeno e nutrienti necessari ai piccoli tumori per crescere e riprodursi.

Aronia (800 mg ogni 100grammi), fragole (140 mg ogni 100 grammi), lamponi (30 ogni 100 grammi), more e noci hanno molte meno antocianidine, ma contengono acido ellagico (circa 20 mg) che è altrettanto efficace contro la vascolarizzazione del tumore, e in aggiunta impedisce a sostanze potenzialmente cancerogene di diventare tossiche e legarsi al DNA.